# 保羅·華特·豪澤
保羅·華特·豪澤（英語：Paul Walter Hauser，1986年10月15日—），美國男演員。知名演出如在電影《老娘叫譚雅》（2017年）、《黑色黨徒》（2018年）和《誓血五人组》（2020年）中擔任配角，而為他提升廣大知名度的電影角色為《李察·朱威爾事件》（2019年）中的主角李察·朱威爾，其演技備受肯定。

## 早期生活
保羅·華特·豪澤出生於密歇根州大急流城，在薩基諾成長，是黛博拉（Deborah）和牧師保羅·豪澤（Paul Hauser）的兒子。他曾就讀薩基諾當地的私立教区学校谷路德教會高中。

## 個人生活
豪澤2020年7月23日在洛杉磯與艾美·伊莉莎白·波蘭（Amy Elizabeth Boland）結婚。這對夫婦育有一子：哈里斯·波蘭·豪澤（Harris Boland Hauser），2021年4月21日出生於喬治亞州托馬斯維爾。豪澤本身是職業摔角的粉絲。

## 作品列表

### 電影
| 年份 | 標題                       | 角色                   | 附註         |
| ---- | -------------------------- | ---------------------- | ------------ |
| 2010 | 《犀利小三》               | 戴爾（Dale）               |              |
| 2011 | 《壞老闆》                 | 煩惱的推銷員           | 未掛名       |
| 2013 | 《愛賈伯斯》               | 派斯帝·瓊斯（Pastey Jones）        |              |
| 2017 | 《關起來》（Locked Away）             | #1                     |              |
| 2017 | 《老娘叫譚雅》             | 蕭恩·艾克哈特（Shawn Eckhardt）      |              |
| 2017 | 《當我情緒低落時吻我》（Kiss Me When I’m Down） | 勞勃（Robert）               | 短片         |
| 2018 | 《烏龍巡警2》              | 洛尼·拉魯許（Lonnie Laloush）        |              |
| 2018 | 《黑色黨徒》               | 艾芬豪（Ivanhoe）             |              |
| 2019 | 《深夜秀》                 | 尤金·曼庫索（Eugene Mancuso）        |              |
| 2019 | 《嘻哈路相逢》             | 泰倫斯（Terrence）             |              |
| 2019 | 《李察·朱威爾事件》        | 李察·朱威爾            |              |
| 2020 | 《癱瘓人生》               | 泰倫特（Trent）             |              |
| 2020 | 《誓血五人组》             | 賽門（Simon）               |              |
| 2020 | 《吃小麦！》               | 詹姆斯·費斯克（James Fisk）      |              |
| 2020 | 《末世戰疫：鳴鳥檔案》     | 麥可·多澤（Michael Dozer）          |              |
| 2021 | 《神鬼網戰》               | 柯蒂斯·克拉克·格林（Curtis Clark Green） |              |
| 2021 | 《時尚惡女：庫伊拉》       | 赫瑞司·巴登（Horace Badun）        |              |
| 2021 | 《致胜女王》               | 肯·米勒（Ken Miller）            |              |
| 2022 | 《消失的迪莉娅》           | 波（）                 |              |
| 2022 | 《饮料杯历险记：植物英雄》 | 艾默（Elmer）               | 配音         |
| 2023 | 《亚美利加纳》             | 左撇子萊德貝特（Lefty Ledbetter）     |              |
| 2023 | 《爸氣人生》               | 崔西（Tracy）               |              |
| 2024 | 《我的好朋友黑漆漆》       | 黑漆漆（Dark）             | 配音         |
| 2024 | 《腦筋急轉彎2》            | 阿羞（Embarrassment）               | 配音         |
| 2024 | 《鬧事之徒》               | 布赫（Booch）               |              |
| 2024 | 《美国幸运儿》             | 麥可·拉森（Michael Larson）          | 兼執行製片人 |
| 2025 | 《驚奇4超人：第一步》      |                        |              |
| 2025 | 《笑彈龍虎榜》             | 艾德·霍肯上尉（Capt. Ed Hocken）      |              |
| 2025 | 《无处释放我》             | 麥克·巴特蘭（Mike Batlan）        |              |

### 電視
| 年份      | 標題                        | 角色                  | 附註           |
| --------- | --------------------------- | --------------------- | -------------- |
| 2005      | 《亞當·卡羅拉為時已晚》     | 各種角色              | 配音；2集      |
| 2010      | 《废柴联盟》                | 學生#3                | 單集：〈〉     |
| 2010      | 《酒吧五傑》                | 瑞奇（Richie）              | 單集：〈〉     |
| 2010      | 《李·馬瑟斯》（Lee Mathers）           | 基努（Keanu）              | 試播集         |
| 2013      | 《基和皮尔》                | 各種角色              | 2集            |
| 2013–2014 | 《測試》                    | 達蕭恩（Dashawn）            | 4集            |
| 2014–2017 | 《搏擊王國》                | 凱斯（Keith）              | 27集           |
| 2015      | 《夜班医生》                | 奧倫·愛德華茲（Oren Edwards）     | 單集：〈〉     |
| 2015      | 《直言无讳》                |                       | 單集：〈〉     |
| 2017      | 《爆笑超市》                | 文斯（Vince）              | 單集：〈〉     |
| 2017      | 《仲夏夜噩夢》              | 尼克·博特姆           | 電視電影       |
| 2018–2019 | 《打不倒的金咪》            | 特里普·卡諾比（Tripp Knob）     | 2集            |
| 2018      | 《無需道歉》（No Apologies）            | 丹尼爾·柯恩（Daniel Cohen）       | 試播集         |
| 2019–2025 | 《眼鏡蛇道館》              | 「魟魚」雷蒙（Raymond "Stingray"）      | 常駐演員       |
| 2020      | 《警察瘋雲》                | 傑菲·雷尼·奇澤姆（Jeffy Renee Chisholm）  | 6集            |
| 2021      | 《骇人来电》                | （）                  | 單集：〈達琳與兩個我〉（Me, Myself & Darlene） |
| 2021      | 《提姆·羅賓森：太超過囉！》 | 史考特（Scott）            | 單集：〈〉     |
| 2022      | 《黑鳥》                    | 拉里·霍爾             | 迷你劇         |
| 2023      | 《AEW炸藥》                 | 他自己                | 2集            |
| 2023      | 《AEW狂暴》                 | 他自己                | 第二季第23集   |
| 2023      | 《續攤真要命》              | 崔維斯·格拉德里斯（Travis Gladrise） | 主演（第二季） |
| 2023      | 《無名之輩》                | 豪瑟（Hauser）              | 單集：〈〉     |

## 外部連結
- 保羅·華特·豪澤在互联网电影资料库（IMDb）上的資料（英文）